# Tod auf der Themse
Tod auf der Themse ist ein deutscher Fernseh-Kriminalfilm nach dem Roman Mord unterm Segel (Originaltitel: Death Under Sail) von Charles Percy Snow.

## Handlung
Der Arzt Roger Mills lädt ein paar Freunde zu einer mehrtägigen Fahrt mit seiner Yacht auf der Themse ein, darunter seinen alten Freund Ian, seinen jüngeren Kollegen William, seine Cousine Avice mit ihrem Verlobten Christopher, sowie den jungen Dichter Philip mit seiner Verlobten Tonia. Eines Morgens, als die Gäste aufstehen, liegt Roger erschossen über das Steuerrad gebeugt. Der Mord muss gerade erst geschehen sein, weil das Boot noch nicht vom Kurs abgekommen ist. Der Mörder muss also einer der Gäste sein.
Ian verständigt die Polizei sowie seinen Freund, den Anwalt und Hobby-Kriminalschriftsteller Peter Finbow, der als neutraler Beobachter an Bord kommen soll. Als der Polizist Inspector Sergeant Birrell alle Verdächtigen verhört und sein Assistent Frazer die Fingerabdrücke gesichert hat, ziehen sich alle auf ein Anwesen in Windsor zurück, wo sie vorerst bleiben und sich für weitere Untersuchungen bereithalten sollen. Aus den folgenden Gesprächen wird klar, dass außer Ian jeder als Täter in Frage kommt: So wurde zum Beispiel William beruflich von Roger ausgenutzt, Tonia hatte mal eine Liebesaffäre mit Roger, und Avice wurde von ihm bedrängt, ihre Beziehung zu Christopher zu beenden.
Sergeant Birrell lässt im Fluss nach der Schusswaffe tauchen: Man findet sie an das Logbuch der Yacht gebunden. Daraus schließt Birrell einen Suizid: Roger habe die Waffe an das Buch gebunden, das er über den Rand des Bootes hängen gelassen habe, damit die Waffe verschwinde und der Suizid wie ein Mord aussehe. Dadurch habe er eine weitere Person ins Verderben ziehen wollen. Finbow hingegen glaubt nicht an diese Theorie und holt eigene Informationen ein, unter anderem bei einem Vertrauten bei Scotland Yard. So erfährt er, dass Christopher an Diabetes erkrankt ist, was außer Roger kaum jemand wusste. Christopher wurde von seiner Firma eine leitende Stelle in Britisch-Malaya angeboten, doch ob er diese antreten kann, hängt von einer Gesundheitsüberprüfung ab. Roger hatte ihm damit gedroht, der Firma von seiner Erkrankung zu berichten und dadurch seine Karriere zu ruinieren. Finbow deckt bei einem abschließenden Gespräch mit allen Verdächtigen diese Zusammenhänge auf, Christopher gibt den Mord zu und lässt sich anscheinend widerstandslos festnehmen. Dann reißt er sich jedoch von den Polizisten los, rennt auf den Turm der Villa und stürzt sich hinab.

## Produktion
Tod auf der Themse ist eine Produktion der Neuen Deutschen Filmgesellschaft und wurde 1972 an Originalschauplätzen in England gedreht. Am 5. Januar 1973 wurde der Film im ZDF zum ersten Mal ausgestrahlt. 2019 erschien er bei Pidax auf DVD.

## Rezeption
Die Rezension auf Zauberspiegel Online lobt die „exquisite Besetzung“ und „schnörkellose Inszenierung“ und hebt die Ähnlichkeit des Titels, der Handlung und der Figurenkonstellation zu Werken von Agatha Christie und Edgar Wallace hervor.